# فينتاس دي أويلما
بلدية فينتاس دي أويلما (بالإسبانية: Ventas de Huelma) هي بلدية تقع في مقاطعة غرناطة التابعة لمنطقة أندلوسيا جنوب إسبانيا.

## الديموغرافيا
بلغ عدد سكان بلدية فينتاس دي أويلما 704 نسمة عام 2011 (وفقاً للمعهد الوطني الإسباني للإحصاء).
| 702 | 665 | 673 | 704 | 715 | 722 | 704 |